# Olle Wahlström

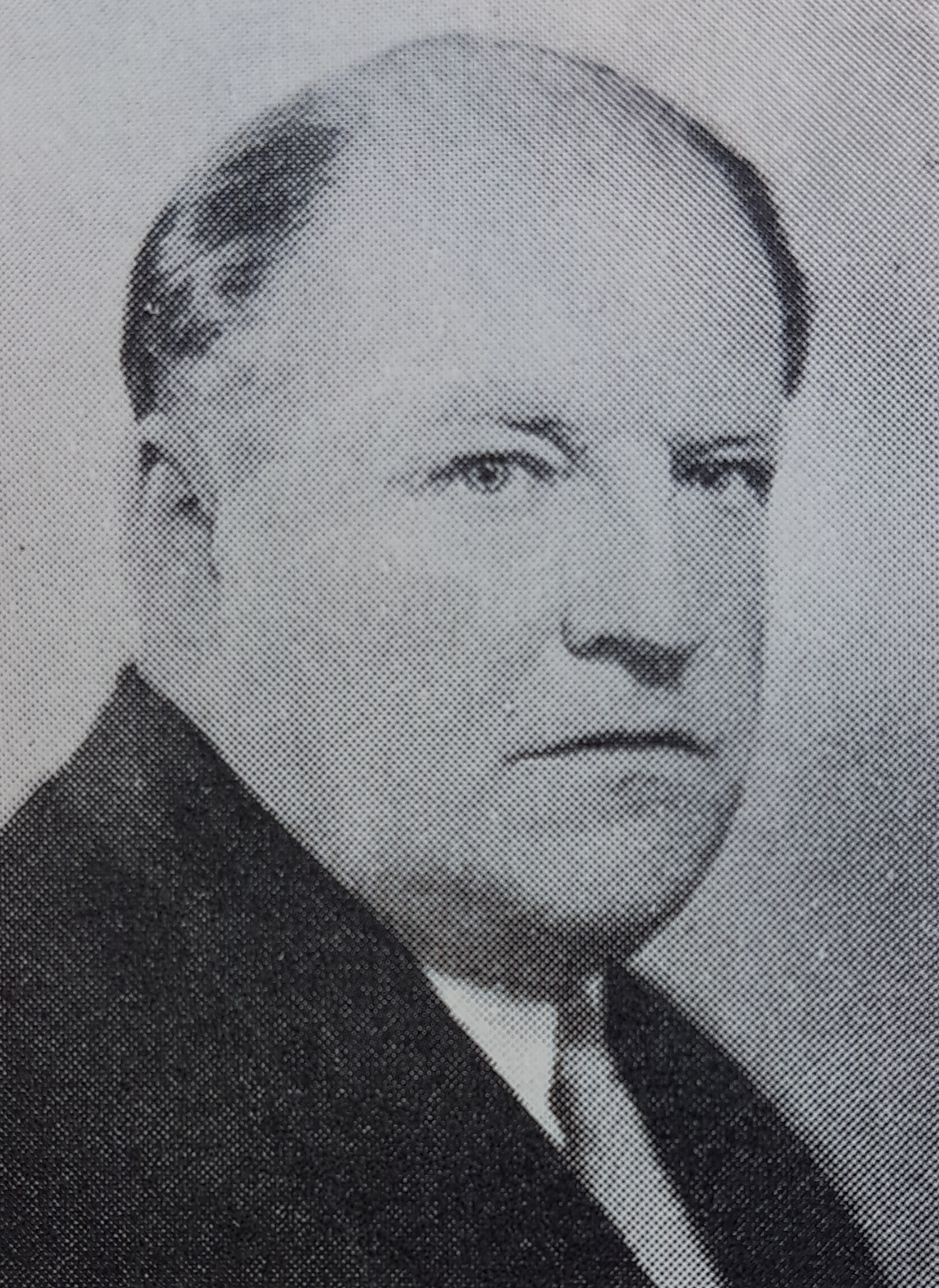
Olle Wahlström

Gustaf Olof (Olle) Sixten Wahlström, född 26 oktober 1890 i Örebro, död 21 januari 1967 i Oscars församling, Stockholm, var en svensk ingenjör och sångare.
Han var son till direktören Sixten Wahlström och hans hustru född Hellman samt gift första gången 1914 med Anna Ramström och andra gången från 1929 med Ruth Cecilia Bergqvist. Efter studier med studentexamen vid Karolinska läroverket i Örebro studerade han vid Tekniska Elementarskolan i Norrköping 1908. Han var anställd vid ASEA i Västerås 1909–1913, Stockholm–Västerås–Bergslagens Järnvägar 1913–1915 för att återvända till ASEA 1915–1928 därefter följde ett par anställningar som ingenjör vid några mindre företag i Stockholm innan han tillträdde tjänsten som chef för den värmetekniska avdelningen vid Gulf Oil 1933. Som sångare var han medlem i Radiokören Par Bricolekören och Orphei Drängar. Tillsammans med Carl Skylling bildade han en duo som turnerade runt i Sverige och han framträdde flera gånger som gluntsångare i Sveriges radio. Wahlström är begravd på Skogskyrkogården i Stockholm.